# Ксантанова гума
Ксантановата гума е полизахарид, който се използва като хранителна добавка. Влиза към групата на стабилизаторите. Получава се чрез ферментация на захар от зърнени култури (примерно царевица) при използването на бактерии (бактерията Xanthomonas campestris).
Ксантановата гума е добре разтворима в топла и в студена вода, мляко, а също и в разтвори на сол и захар. Като хранителна добавка най-ценните ѝ качества са, че задържа влагата и така не позволява продуктите да изсъхнат. Увеличава и еластичността на тестата.